# Heinrich Roth
Heinrich Roth (Gerstetten, 1 maart 1906 – Göttingen, 7 juli 1983) was een Duitse pedagoog, die voornamelijk bekend werd door het in 1955 gepubliceerde boek Kind und Geschichte, waarin hij de ontwikkelingsstadia omschreef van het historisch besef bij kinderen.
Dit onderzoek deed hij in navolging van de theorieën van de bekende zwitserse psycholoog Jean Piaget.

## De ontwikkelingsstadia
De ontwikkelingsstadia volgens Roth zijn:
verhalen en sprookjesin dit stadium verdiept het kind zich in sprookjes. Het historisch bessef is nagenoeg niet aanwezig en heeft nog geen structuur.
realistische wendingin dit stadium ontwikkelt het kind een realistische kijk op verhalen en sprookjes. Het kind gaat enigszins onderzoeken of de verhalen en sprookjes wel kloppen. Het zoeken naar de waarheid begint belangrijker te worden.
historische nieuwsgierigheidin dit stadium ontwikkelt het kind de nieuwsgierigheid naar de omringende wereld. Een belangrijk kenmerk is dat het kind exact alles wil weten. Ook hoort het verzamelen van bijvoorbeeld boeken over de ontdekkingsreizen erbij.
zoeken naar psychologische motievenIn dit stadium leert een kind te begrijpen wat een historisch persoon in het verleden gedaan heeft en waarom een historische gebeurtenis (bijvoorbeeld de slag bij Nieuwpoort) plaats heeft gevonden. Er kan een bepaalde vorm van sympathie ontstaan.
zichzelf zien als historisch persoonIn dit stadium gaat een kind zichzelf meten met een historisch persoon. Het schrijven van bijvoorbeeld dagboeken zijn daar een kenmerk van, zodat zij zich zelf historisch kan plaatsen.
politieke mondigheidDit is het laatste stadium in de adolescentieperiode. In dit stadium heeft de adolescent zijn historisch besef ontwikkeld. Hij heeft een eigen mening en is politiek gezien meer betrokken. Ook kan hij historische verbanden zien, zodat er een totaaloverzicht is van geschiedenis.
De bovengenoemde ontwikkelingsstadia zijn belangrijk in het geschiedenisonderwijs. De docent kan voor de klas inspelen op bovengenoemde stadia. Ook komen deze stadia in de boeken van de geschiedenisdidactiek voor.